# Fleishman Is in Trouble
Fleishman Is in Trouble ist eine US-amerikanische Miniserie, die auf dem gleichnamigen Roman von Taffy Brodesser-Akner aus dem Jahr 2019 basiert. Die Premiere der Miniserie fand am 17. November 2022 auf FX on Hulu statt, einem Bereich innerhalb des US-amerikanischen Streamingdienstes Hulu. Im deutschsprachigen Raum erfolgte die Erstveröffentlichung der Miniserie am 1. März 2023 durch Disney+ via Star als Original.

## Handlung
Der 41-jährige Familienvater und Arzt Dr. Toby Fleishman hat sich kürzlich von seiner langjährigen Ehefrau Rachel scheiden lassen, die aufgrund ihrer beruflichen Ambitionen wenig Zeit für die Familie hat, und mit der er zwei Kinder namens Hannah (11 Jahre) und Solly (9 Jahre) hat. Toby nutzt seine neu gewonnene Freiheit und stürzt sich in die Welt des Online-Datings, um das nachzuholen, was ihm durch seine frühe Heirat kurz vor Ende seines Medizinstudiums verwehrt blieb. So freut er sich auf einen Sommer in New York City, den er nach seinen eigenen Vorstellungen gestalten kann. Aber dann kommt alles ganz anders. Rachel bringt die Kinder früher als vereinbart zu ihm, holt sie aber nicht wie abgesprochen ab, obwohl sie einen Sommerurlaub mit den Kindern verbringen wollte. Toby ist zunächst nicht beunruhigt, sondern verärgert, denn er kennt diese Unzuverlässigkeit seitens der karrierebesessenen Rachel nur zu gut. Unterstützt wird er in dieser Zeit von zwei Jugendfreunden, der sarkastischen Autorin und verheirateten Mutter zweier Kinder Libby und dem „ewigen Junggesellen“ Seth, mit denen er nach seiner Trennung von Rachel wieder Kontakt aufgenommen hat. Während er versucht, Kinder, Karriere, Freizeit und sein Liebesleben unter einen Hut zu bringen, wird ihm allmählich klar, dass Rachels Abwesenheit immer verdächtiger wird und nicht mehr zu ihren typischen Verhaltensweisen passt. Doch bevor er herausfinden kann, was wirklich mit Rachel geschah, muss er sich mit ihrer Ehe und dem, was ihnen in ihr widerfuhr, auseinandersetzen.

## Besetzung und Synchronisation
Die deutschsprachige Synchronisation entstand nach den Dialogbüchern von Bernd Nigbur sowie unter der Dialogregie von Ulrike Heiland durch die Synchronfirma FFS Film- & Fernseh-Synchron in Berlin.

### Hauptdarsteller
| Rolle                     | Schauspieler        | Synchronsprecher       |
| ------------------------- | ------------------- | ---------------------- |
| Toby Fleishman            | Jesse Eisenberg     | Konrad Bösherz         |
| Rachel Fleishman          | Claire Danes        | Nana Spier             |
| Elisabeth „Libby“ Epstein | Lizzy Caplan        | Susanne Geier          |
| Seth Morris               | Adam Brody          | Timo Weisschnur        |
| Hannah Fleishman          | Meara Mahoney Gross | Anastasia Paula Hertel |
| Solly Fleishman           | Maxim Swinton       | Moritz Frickel         |

### Nebendarsteller
| Rolle            | Schauspieler         | Synchronsprecher     |
| ---------------- | -------------------- | -------------------- |
| Adam Epstein     | Josh Radnor          | Matthias Deutelmoser |
| Phillip          | Ralph Adriel Johnson | Felix Kamin          |
| Sam Rothberg     | Josh Stamberg        | Kevin Kraus          |
| Roxanne Hertz    | Ashley Austin Morris | Ana Purwa            |
| Cyndi Leffer     | Joy Suprano          | Flavia Vinzens       |
| Joanie Heydari   | Ava Yaghmaie         | Franziska Trunte     |
| Clay Clifton     | Brian Miskell        | Alexander Gaida      |
| Mona             | Talia Castro-Pozo    | Denise Kanty         |
| Todd Leffer      | Eric William Morris  | Dennis Herrmann      |
| Rich Hertz       | Zack Robidas         | Christian Holdt      |
| Alejandra Lopez  | Juani Feliz          | Giovanna Winterfeldt |
| Sharon Fleishman | Anne L. Nathan       | Meike Finck          |

### Episodendarsteller
| Rolle              | Schauspieler     | Synchronsprecher |
| ------------------ | ---------------- | ---------------- |
| Lexi Leffer        | Abbey Hafer      | Lilly Müller     |
| Tess               | Tara Summers     | Nora Kunzendorf  |
| Dr. Donald Bartuck | Michael Gaston   | Axel Lutter      |
| Dr. Romalino       | Vincenzo Amato   | Frank Kirschgens |
| Dr. Zaffarano      | Jessica Leccia   | Julia Vieregge   |
| Archer Sylvan      | Christian Slater | Sven Hasper      |

## Episodenliste
| Nr. | Deutscher Titel               | Originaltitel              | Erstveröffentlichung (USA) | Deutschsprachige Erstveröffentlichung (D/A/CH) | Regie                                  | Drehbuch              |
| --- | ----------------------------- | -------------------------- | -------------------------- | ---------------------------------------------- | -------------------------------------- | --------------------- |
| 1   | Benennen Sie Ihre Zeugen      | Summon Your Witnesses      | 17. Nov. 2022              | 1. März 2023                                   | Jonathan Dayton & Valerie Faris        | Taffy Brodesser-Akner |
| 2   | Nur keine Panik               | Welcome to Paniquil        | 17. Nov. 2022              | 1. März 2023                                   | Alice Wu                               | Taffy Brodesser-Akner |
| 3   | Freifahrtschein               | Free Pass                  | 24. Nov. 2022              | 1. März 2023                                   | Valerie Faris & Jonathan Dayton        | Mike Goldbach         |
| 4   | Was war er doch für ein Idiot | God, What an Idiot He Was! | 1. Dez. 2022               | 1. März 2023                                   | Shari Springer Berman & Robert Pulcini | Taffy Brodesser-Akner |
| 5   | Vantablack                    | Vantablack                 | 8. Dez. 2022               | 1. März 2023                                   | Shari Springer Berman & Robert Pulcini | Taffy Brodesser-Akner |
| 6   | Ein wenig Freude              | This Is My Enjoyment       | 15. Dez. 2022              | 1. März 2023                                   | Shari Springer Berman & Robert Pulcini | Taffy Brodesser-Akner |
| 7   | Zeit für mich                 | Me-Time                    | 22. Dez. 2022              | 1. März 2023                                   | Valerie Faris & Jonathan Dayton        | Taffy Brodesser-Akner |
| 8   | Die Leber heilt               | The Liver                  | 29. Dez. 2022              | 1. März 2023                                   | Shari Springer Berman & Robert Pulcini | Taffy Brodesser-Akner |